# Język lemnijski

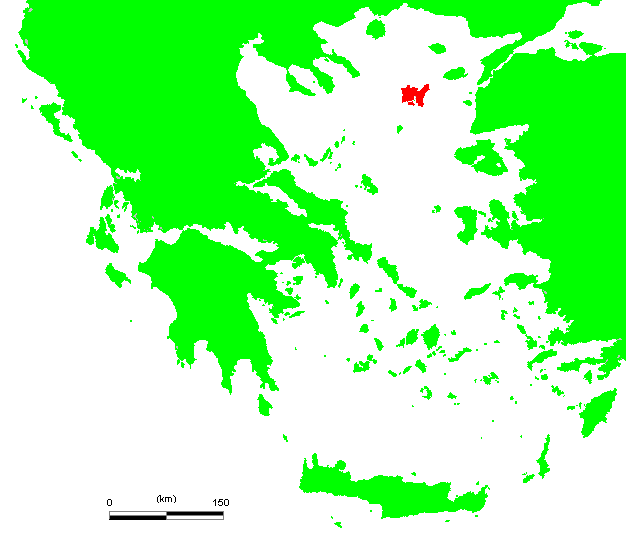
Wyspa Lemnos

Język lemnijski – język używany w starożytności na wyspie Lemnos. 
Jego głównym świadectwem jest inskrypcja na steli grobowej, zwanej 'stelą z Lemnos'. Została odkryta w 1885, niedaleko Kaminii, wmurowana w ściany kościoła. Fragmenty inskrypcji umieszczone na ceramice wskazują na to, że był używany przez większą społeczność. 
Lemnjiski powszechnie uznaje się za spokrewniony z etruskim od momentu, gdy Wilhelmowi Brandensteinowi udało się zinterpretować śiwai awiś sialχweiś maraś-m awiś na podstawie etruskiego awils maχs śealχls-c jako: 'i w wieku 65 lat'. Helmutowi Rixowi udało się, z kolei, zidentyfikować hulaieśi:φukiasiale, porównując z zilci Velusi Hilchniesi – 'podczas rządów (pretorskich) Vela Hulchnie'. Dzięki temu wiemy, że zarówno etruski, jak lemnjiski posiadają dwa charakterystyczne przypadki pertinentiwu: –śi i –ale, obie użyte na Steli z Lemnos (Hulaie-ši 'Hulaiemu', Φukiasi-ale 'Fokijczykowi') i inskrypcjach spisanych po etrusku (aule-si 'Aulemu' z Cippus Perusinus; mi mulu Laris-ale Velχaina-si 'Ja byłem poświęcony Larisowi Velchainie', Larthiale Hulnieśi itd.). Okazało się również, że dzielą końcówkę dopełniacza rodzaju męskiego –ś i czasu przeszłego prostego –a-i (etruski: -e, por. ame 'był' (lemn. amai; lemn. šivai 'żył'). Rix zaproponował też rodzinę, w którą połączył języki etruski, lemnijski oraz retycki (vide: Języki tyrreńskie). Dowodem na pokrewieństwo były również podobieństwa kulturalne (zarówno Etruskowie, jak i Lemnijczycy w dedykacjach umieszczali imiona matki i ojca osoby, której dawano podarek). Przedmiotem dyskusji pozostają szczegóły relacji, jakie miały go łączyć z etruskim. Rix przekonywał, że języki lemnijski i etruski wywodzą się z jednego prajęzyka, nazwanego przezeń Urtyrsenisch (pratyrreński), używanego około X w. p.n.e., z kolei Carlo de Simone i L. Agostiniani skłaniają się do poglądu, że lemnijski był archaiczną wersją etruskiego. Michael Gras wysunął nawet hipotezę, że lemnijski mógł być dialektem etruskiego, a samo Lemnos etruską kolonią handlową, która dała początek antycznej legendzie o przedgreckich Pelazgach. Zaznaczyć przy tym trzeba, że nie jest to pogląd popularny.
Do zapisu używano wywodzącego się z greckiego pisma, przypominającego nieco znane alfabety etruski i frygijski. Podobnie jak w etruskim, brakowało w nim zwartych dźwięcznych (b, g, d) oraz symbolu oznaczającego 'z'. Odwrotnie jak w etruskim, stela nie zawierała 'u', które zastępowała 'o'
(możliwe, że w obu przypadkach tej samej litery używano do zaznaczenia różnych dźwięków).
Po zdobyciu wyspy przez Ateńczyków w drugiej połowie VI w. p.n.e., lemnijski został wyparty z użycia przez dialekt attycki języka greckiego.

## Stela z Lemnos

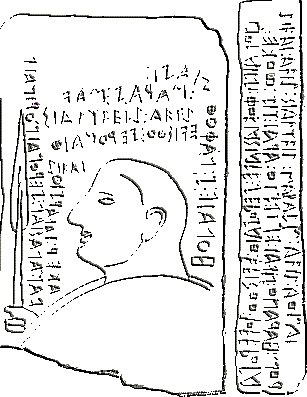
Stela z Lemnos

Stela została znaleziona wmurowana w kościół w Kaminie. Obecnie znajduje się w Narodowym Muzeum Archeologicznym w Atenach. Ponieważ w 510 r. p.n.e. ateński wódz Miltiades najechał i zhellenizował Lemnos, za prawdopodobną datę powstania podaje się VI w. p.n.e.
Na steli znajduje się popiersie uzbrojonego w dzidę człowieka i tekst zapisany bustrofedonem. Tekst transliterowano, ale nie zdołano go zadowalająco dobrze przetłumaczyć, póki nie odwołano się do porównań z etruskim i nie poczyniono postępów w wiedzy na temat samego etruskiego. Inskrypcja zawiera 198 znaków podzielonych na 30-40 słowa oddzielone od siebie za pomocą jednej bądź trzech kropek. Tekst składa się z trzech części, dwóch pisanych pionowo i jednej poziomo.
Transkrypcja: 

przód: 

A.1. hulaieś:naφuθ:śiaśi

A.2. maraś:mav

A.3. sialχwiś:aviś

A.4. ewisθu:śerunaiθ

A.5. śiwai

A.6. aker:tawarśiu

A.7. wanalasial:śerunai:murinail

tył: 

B.1. hulaieśi:φukiasiale:śerunaiθ:evisθu:tuweruna

B.2. rum:haraliu:śiwai:epteśu:arai:tiś:φuke

B.3. śiwai:awiś:sialχwiś:maraśm:awiś:aumai

Inskrypcja zaczyna się najpewniej od imienia człowieka, któremu była dedykowana – Hulaie.
W tekście występuje jeszcze raz, tym razem towarzyszy jej wyraz w formie przypominającej znaną nam z etruskiego końcówkę –ale. Biorąc pod uwagę, że Hulaieśi zapewne również jest w pertinentiwie, a jego końcówka to –śi, odpowiada więc formie etruskiej –si/śi. To upewnia nas, że pierwsza forma imienia odpowiada etruskiemu dopełniaczowi -ś. Na ogół przypuszcza się, że naφuθ oznacza wnuka (por. łac. nepōs, etr. neftś). Możliwe więc, że mamy tu do czynienia z dedykacją wnuka dla dziadka. Dalej czytamy: sialχwiś:aviś (...) śiwai, odpowiadające etruskiemu sialχs awils… ziwe – 'żył sześćdziesiąt lat/umarł w wieku sześćdziesięciu lat'. Jest to o tyle ciekawe, że pomaga nam zrozumieć zmiany fonetyczne w samym etruskim. Znane są formy oznaczające 50 muvalx oraz 5 maχ. Można przypuszczać, że lemnijskie –alχv- wobec etruskiego –alx- jest archaiczne, a w etruskim, w wygłosie oraz po samogłoskach przeszło w –χ, a po samogłoskach w w. Niektóre interpretacje tekstu podają wiek Hulaiego na 65 lat, kierując się podobieństwem do etruskiego maχ i muwalχ, ale wiek jest powtórzony dwa razy - na tylnej części steli, czytamy śiwai aviś sialxwiś marazm awiś aumai. Jak widać, już bez mav, zatem nie oznacza to najpewniej pięciu. Dalej możemy zaświadczyć dwie kolejne, prawdopodobnie, tyrreńskie cechy: końcówkę imiesłowu biernego czasu przeszłego –u i – jeszcze raz użytą – końcówkę dopełniacza –asial.
Inskrypcja na tylnej części steli znów rozpoczyna się od imienia znanego nam Hulaiego. φukiasiale najczęściej tłumaczy się jako 'Fokajczykowi' (lemn. φukiasi-ale czyli pochodzącego z Fokai?). Do miasta Fokai jest jeszcze jedno nawiązanie na końcu drugiego wersu - φuke. W trzecim wersie zostaje powtórzony wiek Hulaiego i raz jeszcze spotykamy maraś, tym razem ze zrostkiem –m, odpowiadającym etruskiemu –m, -um, oznaczającego 'i, oraz'. Reszty znaczenia inskrypcji możemy się tylko domyślać. Np. zastanawia wielokrotnie powtórzone śerunaiθ (dwa razy z innym wyrazem), aumai (=? etr. um 'poświęcić, dedykować'), tiś (=? etr. teiś 'tego, tej').

## Tożsamość Hulaiego
Jedną z interpretacji znanego nam ze steli fragmentu inskrypcji o treści: 
…Hulaieś naφuθ Śiaśi [...] wanalasial Śeronai Morinai-l… jest: za królowania Hulaiego, wnuka/potomka Śia, [...] nad miastami Serony i Myriny. Zastanawiającym jest, że w steli pochodzenie króla było podane jako fokijskie. Fokijczycy bowiem, według Herodota, byli pierwszymi z Hellenów, którzy przedsiębrali dalekie podróże morskie; oni to odkryli Morze Adriatyckie, Tyrrenię, Iberię i Tartessos. Herodot utrzymuje też, że do ziemi Tartessyjczyków pierwszy dotarł samijski żeglarz o imieniu Kolaios.
Imiona Kolaios i Hulaie są do siebie bardzo podobne. Oboczność k-/h- można zauważyć także w Kampanos/Hampanos, co tłumaczy się właściwościami języka etruskiego. Co więcej pierwsze znaleziska greckie w Tartessos pochodzą z lat 630 – 580 p.n.e. (a więc Kolaios byłby najpewniej współczesnym Hulaiego) i wskazują na fokijsko-samijskie pochodzenie. W tym kontekście niezwykle ciekawa jest tartezyjska inskrypcja, zawierająca słowa 'Śarona konthi/Sarona koni1i', a więc możliwe, że nazwę miasta, w którym panował Hulaie. Co do pisma tartezyjskiego, nosi znamiona wpływu frygijskiego i północno-zachodnio-anatolijskiego. Jeśli te podobieństwa nie są wynikiem tylko przypadku, Hulaie/Kolaios był nie tylko władcą tyrreńskiego państwa, ale również wpływowym kupcem, odkrywcą i posłannikiem kultury egejsko-greckiej w obszarze Morza Śródziemnego.